# Meromyzobia gripha
Meromyzobia gripha är en stekelart som beskrevs av De Santis 1968. Meromyzobia gripha ingår i släktet Meromyzobia och familjen sköldlussteklar. Inga underarter finns listade i Catalogue of Life.